# チェルシーFCの選手一覧
チェルシーFCの選手一覧は、イングランドのロンドンに本拠地を置くチェルシーFCに現在在籍しているまたは過去に在籍していた選手・監督の一覧である。

## 現所属メンバー

### スタッフ
| 役職 | 名前               | 在籍年  | 前職                   | 備考 |
| 監督 | エンツォ・マレスカ | 2024年- | レスター・シティFC監督 |      |

### 選手
2025年7月21日現在
| Pos | No. | 選手名                           | 在籍年  | 前所属                                   | 備考                        |
| GK  | 1   | ロベルト・サンチェス             | 2023年- | ブライトン・アンド・ホーヴ・アルビオンFC | スペイン代表                |
| GK  | 12  | フィリップ・ヨルゲンセン         | 2024年- | ビジャレアルCF                           | デンマーク代表              |
| GK  | 39  | マイク・ペンダース               | 2024年- | ヘンク                                   | U-21ベルギー代表            |
| GK  | 44  | ガブリエル・スロニナ             | 2022年- | シカゴ・ファイアーFC                     | アメリカ代表                |
| DF  | 2   | アクセル・ディサシ               | 2023年- | ASモナコ                                 | フランス代表                |
| DF  | 3   | マルク・ククレジャ               | 2022年- | ブライトン・アンド・ホーヴ・アルビオンFC | スペイン代表                |
| DF  | 4   | トシン・アダラビオヨ             | 2024年- | フラムFC                                 |                             |
| DF  | 5   | ブノワ・バジアシーレ             | 2023年- | ASモナコ                                 | フランス代表                |
| DF  | 6   | リーヴァイ・コルウィル           | 2021年- | チェルシーFCユース                       | イングランド代表            |
| DF  | 19  | ママドゥ・サール                 | 2025年- | RCストラスブール                         |                             |
| DF  | 21  | ベン・チルウェル                 | 2020年- | レスター・シティFC                       | イングランド代表            |
| DF  | 23  | トレヴォ・チャロバー             | 2018年- | チェルシーFCユース                       | U-23イングランド代表        |
| DF  | 24  | リース・ジェームズ               | 2017年- | チェルシーFCユース                       | イングランド代表            |
| DF  | 27  | マロ・ギュスト                   | 2023年- | オリンピック・リヨン                     | U-21フランス代表            |
| DF  | 29  | ウェズレイ・フォファナ           | 2022年- | レスター・シティFC                       | U-21フランス代表            |
| DF  | 30  | アーロン・アンセルミーノ         | 2025年- | ボカ・ジュニアーズ                       |                             |
| DF  | 34  | ジョシュ・アチャンポン           | 2024年- | チェルシーFCユース                       |                             |
| DF  | 40  | レナト・ベイガ                   | 2024年- | FCバーゼル                               | ポルトガル代表              |
| DF  | --  | ケイレブ・ワイリー               | 2024年- | アトランタ・ユナイテッドFC               | アメリカ代表                |
| DF  | --  | アルフィー・ギルクリスト         | 2023年- | チェルシーFCユース                       |                             |
| MF  | 8   | エンソ・フェルナンデス           | 2023年- | SLベンフィカ                             | アルゼンチン代表            |
| MF  | 10  | コール・パーマー                 | 2023年- | マンチェスター・シティFC                 | イングランド代表            |
| MF  | 16  | レスリー・ウゴチュク             | 2023年- | スタッド・レンヌ                         | U-19フランス代表            |
| MF  | 17  | アンドレイ・サントス             | 2023年- | CRヴァスコ・ダ・ガマ                     | ブラジル代表                |
| MF  | 22  | キアナン・デューズバリー＝ホール | 2024年- | レスター・シティFC                       |                             |
| MF  | 25  | モイセス・カイセド               | 2023年- | ブライトン・アンド・ホーヴ・アルビオンFC | エクアドル代表              |
| MF  | 45  | ロメオ・ラヴィア                 | 2023年- | サウサンプトンFC                         | ベルギー代表                |
| MF  | --  | カーニー・チュクエメカ           | 2022年- | アストン・ヴィラFC                       | U-23イングランド代表        |
| MF  | --  | ケンドリー・パエス               | 2025年- | インデペンディエンテ                     | エクアドル代表              |
| FW  | 7   | ペドロ・ネト                     | 2024年- | ウォルバーハンプトン                     | ポルトガル代表              |
| FW  | 9   | リアム・デラップ                 | 2025年- | イプスウィッチ・タウン                   |                             |
| FW  | 15  | ニコラス・ジャクソン             | 2023年- | ビジャレアルCF                           | セネガル代表                |
| FW  | 18  | クリストファー・エンクンク       | 2023年- | RBライプツィヒ                           | フランス代表                |
| FW  | 20  | ジョアン・ペドロ                 | 2025年- | ブライトン・アンド・ホーヴ・アルビオンFC | ブラジル代表                |
| FW  | 32  | タイリーク・ジョージ             | 2024年- | チェルシーFCユース                       | U-19イングランド代表        |
| FW  | 38  | マルク・ギウ                     | 2024年- | FCバルセロナ                             | U-19スペイン代表            |
| FW  | --  | アルマンド・ブロヤ               | 2020年- | チェルシーFCユース                       | アルバニア代表              |
| FW  | --  | ラヒーム・スターリング           | 2022年- | マンチェスター・シティFC                 | イングランド代表            |
| FW  | --  | ミハイロ・ムドリク               | 2023年- | シャフタール・ドネツク                   | ウクライナ代表 出場停止処分 |
| FW  | --  | ダヴィド・ダトロ・フォファナ     | 2023年- | モルデFK                                 | コートジボワール代表        |
| FW  | --  | ジェイミー・バイノー＝ギッテンス | 2025年- | ボルシア・ドルトムント                   | U-21イングランド代表        |
| FW  | --  | エステバン・ウィリアン           | 2025年- | SEパルメイラス                           | ブラジル代表                |
| FW  | --  | ジョアン・フェリックス           | 2024年- | アトレティコ・マドリード                 | ポルトガル代表              |

### ローン移籍
in
| Pos | No. | 選手名 | 在籍年 | 前所属 | 移籍期間 |
|     |     |        |        |        |          |

out
| Pos | No. | 選手名 | 在籍年 | 移籍先 | 移籍終了期間 |
|     |     |        |        |        |              |

## 歴代監督

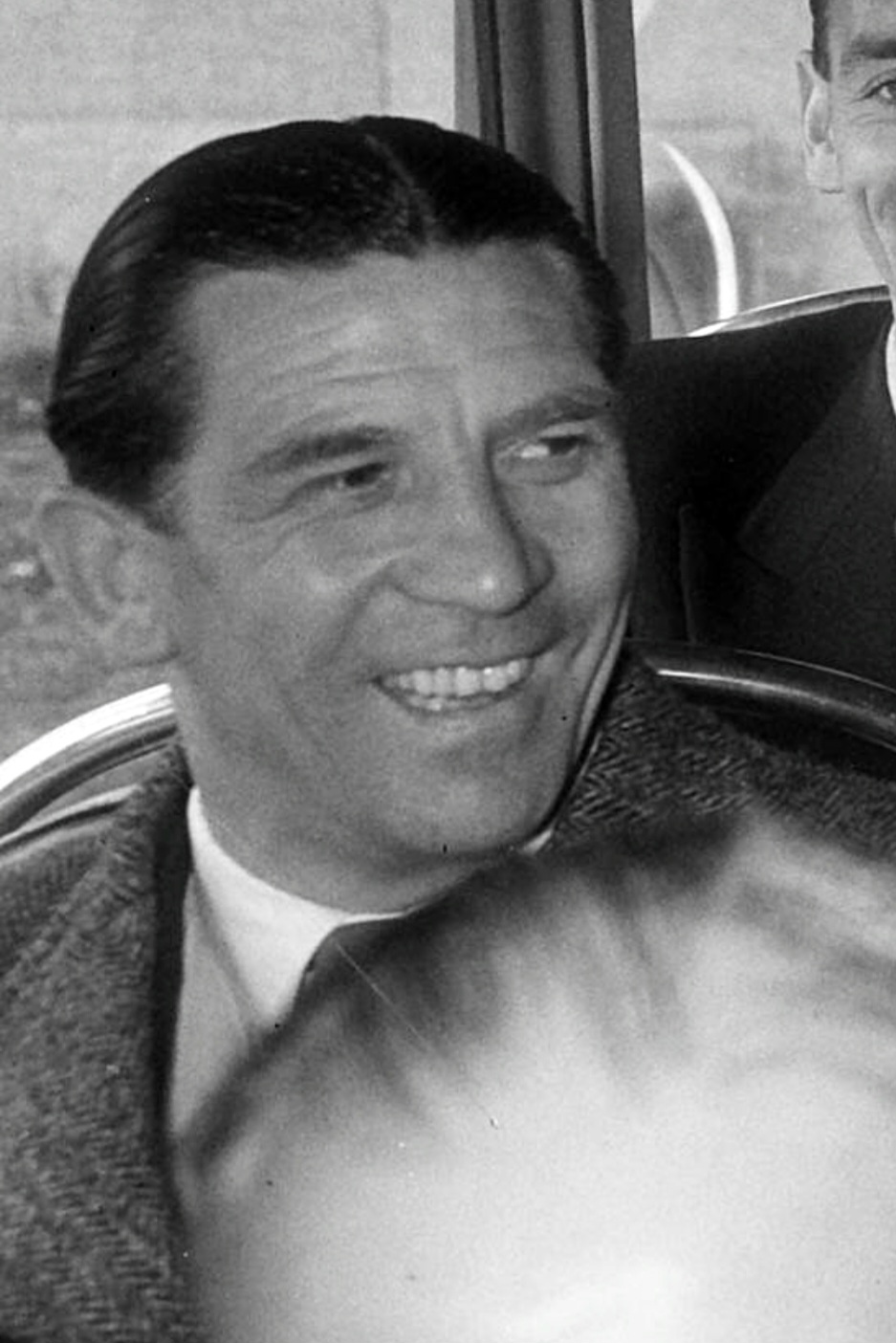
クラブに初めてリーグ優勝をもたらしたテッド・ドレイク
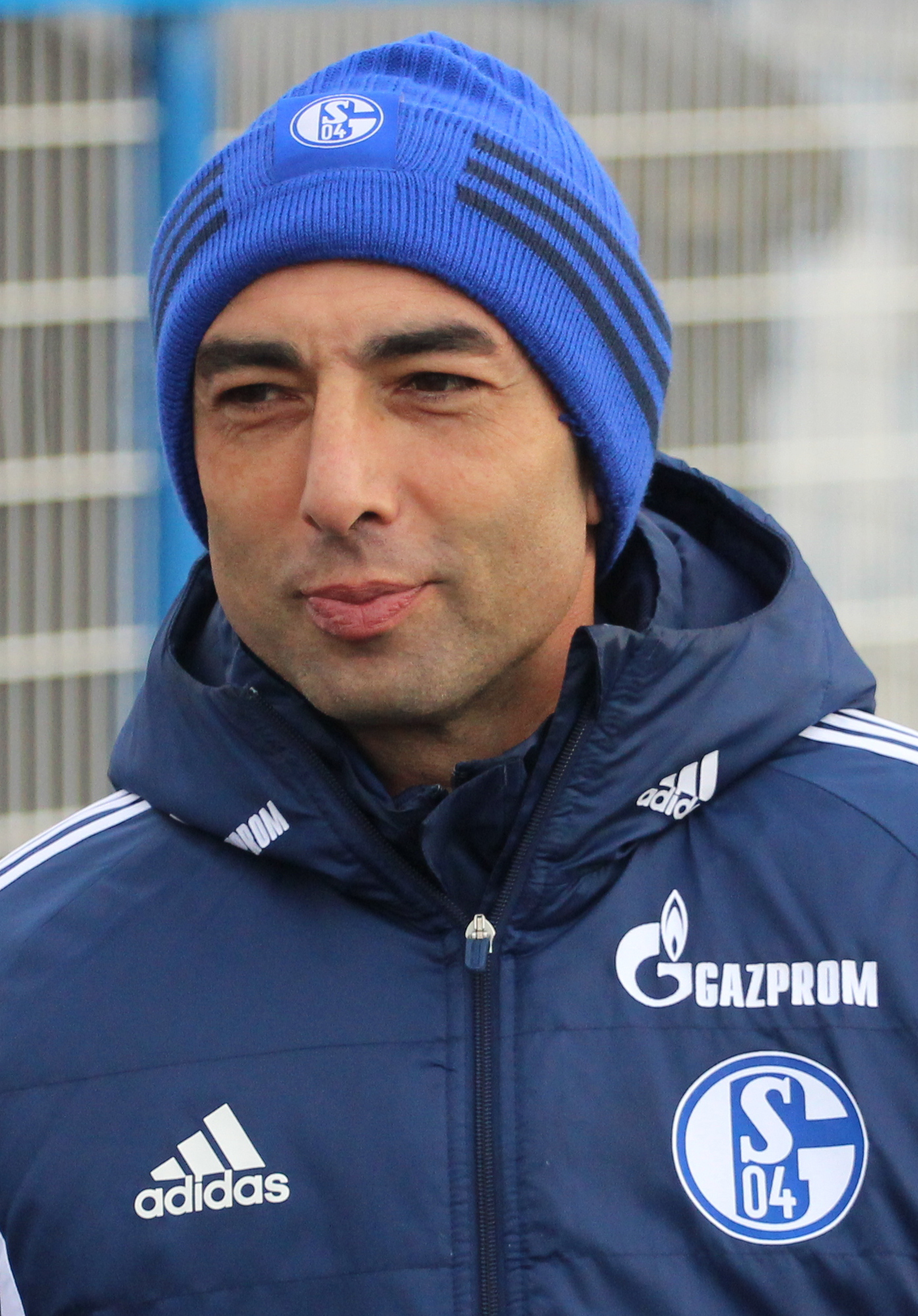
クラブ史上初のUEFAチャンピオンズリーグ優勝をもたらしたロベルト・ディ・マッテオ
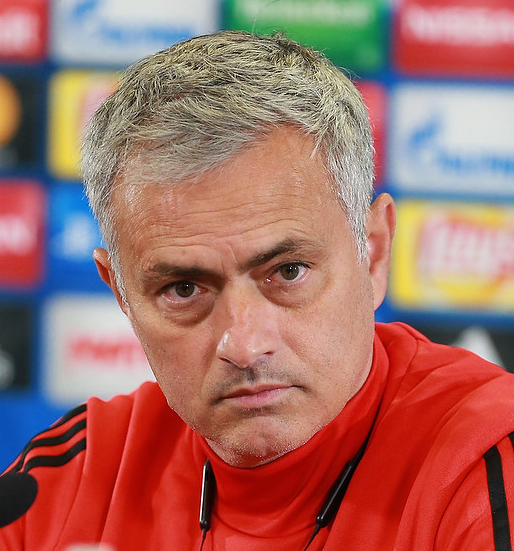
合計8つものタイトル獲得に導いたジョゼ・モウリーニョ
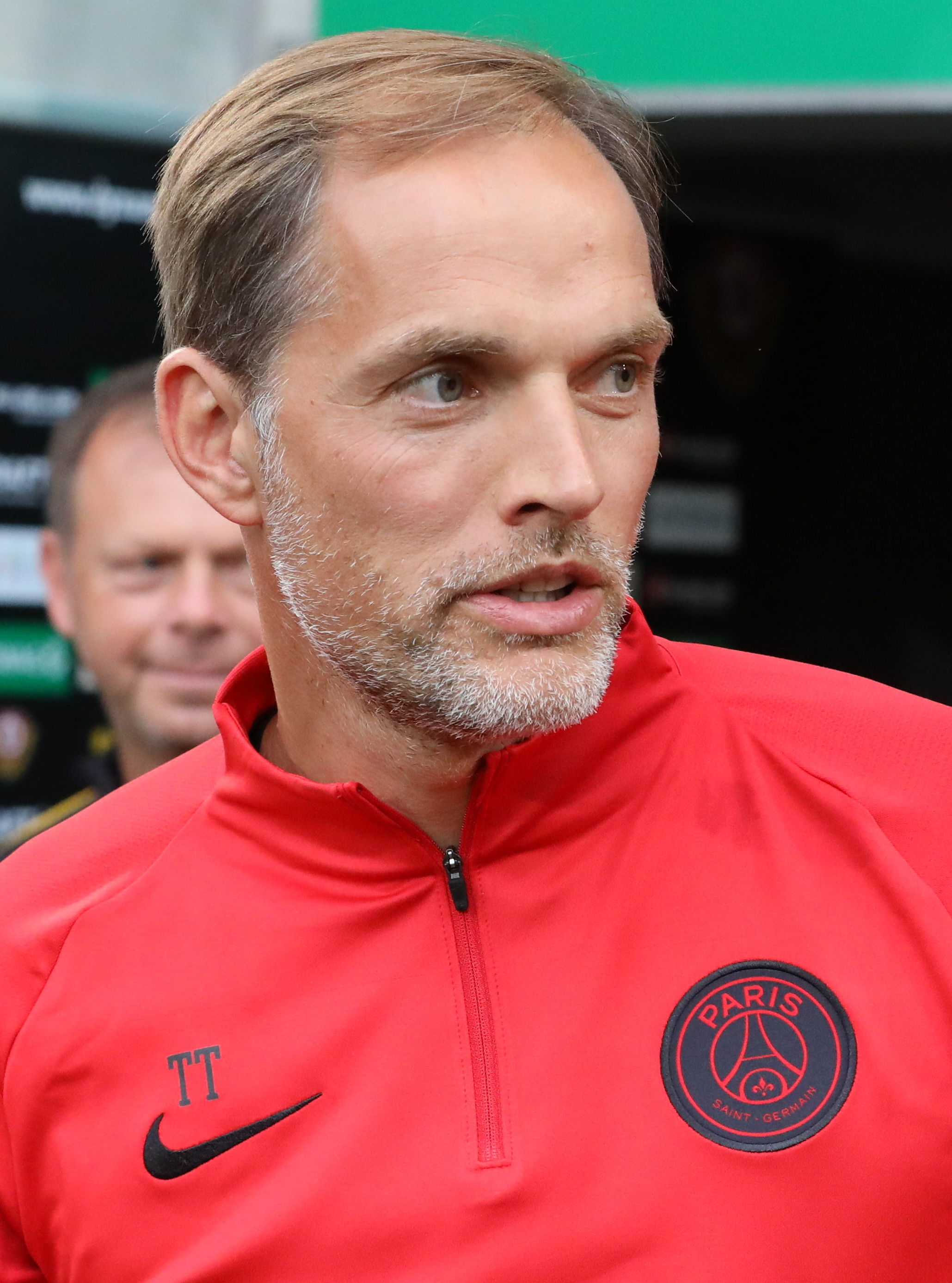
2度目のチャンピオンズリーグ優勝を果たしたトーマス・トゥヘル

| 氏名                               | 国籍           | 在籍年                           |
| ---------------------------------- | -------------- | -------------------------------- |
| ジョン・ロバートソン（選手兼監督） | スコットランド | 1905年08月01日 - 1906年11月27日  |
| ウィリアム・ルイス（暫定監督）     | イングランド   | 1906年11月27日 - 1907年08月01日  |
| デイヴィッド・コルダーヘッド       | スコットランド | 1907年08月01日 - 1933年05月08日  |
| レスリー・ナイトン                 | イングランド   | 1933年05月08日 - 1939年04月19日  |
| ビリー・ビレル                     | スコットランド | 1939年04月19日 - 1952年05月31日  |
| テッド・ドレイク                   | イングランド   | 1952年06月01日 - 1961年09月30日  |
| トミー・ドハーティ                 | スコットランド | 1961年10月01日 - 1967年10月06日  |
| ロン・スアート（暫定監督）         | イングランド   | 1967年10月06日 - 1967年10月23日  |
| デーブ・セクストン                 | イングランド   | 1967年10月23日 - 1974年10月03日  |
| ロン・スアート                     | イングランド   | 1974年10月03日 - 1975年04月16日  |
| エディー・マクリーディー           | スコットランド | 1975年04月16日 - 1977年07月01日  |
| ケン・シェリトー                   | イングランド   | 1977年07月07日 - 1978年12月13日  |
| ダニー・ブランチフラワー           | 北アイルランド | 1978年12月14日 - 1979年09月11日  |
| ジェフ・ハースト                   | イングランド   | 1979年09月13日 - 1981年04月23日  |
| ボビー・グールド                   | イングランド   | 1981年04月23日 - 1981年05月- 0日 |
| ジョン・ニール                     | イングランド   | 1981年05月28日 - 1985年06月11日  |
| ジョン・ホリンズ                   | イングランド   | 1985年06月11日 - 1988年03月06日  |
| ボビー・キャンベル                 | イングランド   | 1988年03月06日 - 1991年05月12日  |
| イアン・ポーターフィールド         | スコットランド | 1991年06月11日 - 1993年02月15日  |
| デビッド・ウェブ（暫定監督）       | イングランド   | 1993年02月15日 - 1993年05月11日  |
| グレン・ホドル（選手兼監督）       | イングランド   | 1993年06月04日 - 1996年05月10日  |
| ルート・フリット（選手兼監督）     | オランダ       | 1996年05月10日 - 1998年02月12日  |
| ジャンルカ・ヴィアリ（選手兼監督） | イタリア       | 1998年02月12日 - 2000年09月12日  |
| グラハム・リックス（暫定監督）     | イングランド   | 2000年09月13日 - 2000年09月17日  |
| クラウディオ・ラニエリ             | イタリア       | 2000年09月17日 - 2004年05月31日  |
| ジョゼ・モウリーニョ               | ポルトガル     | 2004年06月02日 - 2007年09月19日  |
| アヴラム・グラント                 | イスラエル     | 2007年09月20日 - 2008年05月24日  |
| ルイス・フェリペ・スコラーリ       | ブラジル       | 2008年07月01日 - 2009年02月09日  |
| レイ・ウィルキンス（暫定監督）     | イングランド   | 2009年02月09日 - 2009年02月15日  |
| フース・ヒディンク（暫定監督）     | オランダ       | 2009年02月16日 - 2009年05月30日  |
| カルロ・アンチェロッティ           | イタリア       | 2009年07月01日 - 2011年05月22日  |
| アンドレ・ビラス・ボアス           | ポルトガル     | 2011年06月22日 - 2012年03月04日  |
| ロベルト・ディ・マッテオ           | イタリア       | 2012年03月04日 - 2012年11月21日  |
| ラファエル・ベニテス（暫定監督）   | スペイン       | 2012年11月21日 - 2013年05月27日  |
| ジョゼ・モウリーニョ               | ポルトガル     | 2013年06月03日 - 2015年12月17日  |
| スティーブ・ホランド（暫定監督）   | イングランド   | 2015年12月17日 - 2015年12月19日  |
| フース・ヒディンク（暫定監督）     | オランダ       | 2015年12月19日 - 2016年05月16日  |
| アントニオ・コンテ                 | イタリア       | 2016年07月03日 - 2018年07月13日  |
| マウリツィオ・サッリ               | イタリア       | 2018年07月14日 - 2019年06月16日  |
| フランク・ランパード               | イングランド   | 2019年07月04日 - 2021年01月25日  |
| トーマス・トゥヘル                 | ドイツ         | 2021年01月26日 - 2022年09月07日  |
| グレアム・ポッター                 | イングランド   | 2022年09月08日 - 2023年04月02日  |
| ブルーノ・サルトール（暫定監督）   | スペイン       | 2023年04月02日 - 2023年04月06日  |
| フランク・ランパード（暫定監督）   | イングランド   | 2023年04月06日 - 2023年05月029日 |
| マウリシオ・ポチェッティーノ       | アルゼンチン   | 2023年05月029日 - 2024年 6月 2日 |
| エンツォ・マレスカ                 | イタリア       | 2024年 6月 3日 -                 |

## 歴代所属選手

### GK
- ケヴィン・ヒッチコック（英語版） (1988-2001)
- デイヴ・ビーサント (1989-1993)
- ドミトリー・ハーリン (1992-1999)
- フローデ・グロダス (1996-1998)
- エト・デ・フーイ (1997-2003)
- カルロ・クディチーニ (1997-2007)
- ペトル・チェフ (2004-2015, 2020-2021)
- エンリケ・イラーリオ (2006-2014)
- ティボ・クルトゥワ (2011-2018)
- マーク・シュウォーツァー (2013-2015)
- アスミル・ベゴヴィッチ (2015-2017)
- ウィリー・カバジェロ (2017-2021)
- ケパ・アリサバラガ (2018-)
- エドゥアール・メンディ (2020-2023)
- ロベルト・サンチェス (2023-)
- ジョルジェ・ペトロヴィッチ (2023-)

### DF
- ロン・グリーンウッド (1952-1955)
- スティーブ・クラーク (1987-1998)
- トニー・ドリゴ (1987-1991)
- グレアム・ル・ソー (1987-1993, 1997-2003)
- グラハム・ロバーツ (1988-1990)
- ディビット・リー（英語版） (1988-1998)
- グラエム・ル・ソー (1989-1993, 1997-2003)
- エルラン・ヨンセン (1989-1997)
- フランク・シンクレア (1990-1998)
- ルート・フリット (1995-1998)
- フランク・ルブーフ (1996-2001)
- セレスティン・ババヤロ (1997-2005)
- マルセル・デサイー (1998-2002)
- アルベルト・フェレール (1998-2003)
- ジョン・テリー (1998-2017)
- クリスティアン・パヌッチ (2000-2001)
- ウィリアム・ギャラス (2001-2006)
- グレン・ジョンソン (2003-2007)
- ウェイン・ブリッジ (2003-2009)
- リカルド・カルヴァーリョ (2004-2010)
- パウロ・フェレイラ (2004-2013)
- イジー・ヤロシーク (2005-2006)
- アシュリー・コール (2006-2014)
- ハリド・ブラールズ (2006-2008)
- ライアン・バートランド (2006-2015)
- ジュリアーノ・ベレッチ (2007-2010)
- ジョゼ・ボシングワ (2008-2012)
- ブラニスラヴ・イヴァノヴィッチ (2008-2017)
- ユーリ・ジルコフ (2009-2011)
- ジェフリー・ブルマ (2009-2013)
- ダヴィド・ルイス (2011-2014, 2016-2019)
- ナタン・アケ (2012-2017)
- ガリー・ケーヒル (2012-2019)
- セサル・アスピリクエタ (2012-2023)
- フィリペ・ルイス (2014-2015)
- クル・ズマ (2014-2021)
- アンドレアス・クリステンセン (2014-2022)
- フィカヨ・トモリ (2016-2021)
- マルコス・アロンソ (2016-2022)
- ダヴィデ・ザッパコスタ (2017-2021)
- アントニオ・リュディガー（2017-2022）
- リース・ジェームズ (2017-)
- トレヴォ・チャロバー (2018-)
- エメルソン・パルミエリ (2018-2022)
- イアン・マートセン（2019-2024）
- チアゴ・シウバ  (2020-2024)
- ベン・チルウェル (2020-)
- リーヴァイ・コルウィル (2021-)
- ルイス・ホール (2021-2024)
- カリドゥ・クリバリ (2022-2023)
- マルク・ククレジャ (2022-)
- ウェズレイ・フォファナ (2022-)
- ブノワ・バジアシーレ (2023-)
- マロ・ギュスト (2023-)
- アクセル・ディサシ (2023-)
- トシン・アダラビオヨ (2024-)

### MF
- テリー・ヴェナブルズ (1960-1966)
- レイ・ウィルキンス (1973-1979)
- ミッキー・ハザード (1985-1990)
- クライヴ・ウィルソン (1987-1990)
- デニス・ワイズ (1990-2001)
- グレン・ホドル (1993-1995)
- ギャビン・ピーコック（英語版） (1993-1996)
- ルート・フリット (1995-1998)
- ジョディ・モリス（英語版） (1996-2003)
- ロベルト・ディ・マッテオ (1996-2002)
- グスタボ・ポジェ (1997-2001)
- ディディエ・デシャン (1999-2000)
- エマニュエル・プティ (2001-2004)
- ボウデヴィン・ゼンデン (2001-2004)
- フランク・ランパード (2001-2014)
- ダミアン・ダフ (2003-2006)
- フアン・セバスティアン・ベロン (2003-2006)
- ジェレミ・ヌジタップ (2003-2007)
- クロード・マケレレ (2003-2008)
- ジョー・コール (2003-2010)
- ティアゴ・メンデス (2004-2005)
- スコット・パーカー (2004-2005)
- ラッサナ・ディアッラ (2005-2007)
- ショーン・ライト＝フィリップス (2005-2008)
- マイケル・エッシェン (2005-2012)
- マニシェ (2006)
- ミヒャエル・バラック（2006-2010）
- ジョン・オビ・ミケル (2006-2017)
- フローラン・マルダ (2007-2013)
- デコ (2008-2010)
- ヨッシ・ベナユン (2010-2013)
- スティーヴ・シドウェル (2007-2008)
- ネマニャ・マティッチ (2009-2011, 2014-2017)
- ラミレス (2010-2016)
- ラウル・メイレレス (2011-2012)
- フアン・マタ (2011-2014)
- オリオール・ロメウ (2011-2015)
- ケヴィン・デ・ブライネ (2012-2014)
- マルコ・マリン (2012-2016)
- オスカル (2012-2017)
- ビクター・モーゼス (2012-2021)
- ルーカス・ピアソン (2012-2021)
- ウィリアン (2013-2020)
- セスク・ファブレガス (2014-2019)
- モハメド・サラー (2014-2016)
- マリオ・パシャリッチ (2014-2020)
- ルーベン・ロフタス＝チーク (2014-2023)
- フアン・クアドラード (2015-2017)
- エンゴロ・カンテ（2016-2023）
- メイソン・マウント（2017-2023）
- ティエムエ・バカヨコ (2017-2023)
- イーサン・アンパドゥ (2017-2023)
- マテオ・コヴァチッチ (2018-2019, 2019-2023)
- ロス・バークリー (2018-2022)
- ジョルジーニョ（2018-2023）
- ビリー・ギルモア (2019-2022)
- コナー・ギャラガー (2019-)
- カイ・ハフェルツ (2020-2023)
- サウール・ニゲス (2021-2022)
- カーニー・チュクエメカ (2022-)
- チェーザレ・カザデイ (2022-)
- デニス・ザカリア（2022-2023）
- オマリ・ハッチンソン (2022-2024)
- アンドレイ・サントス (2023-)
- エンソ・フェルナンデス (2023-)
- レスリー・ウゴチュク (2023-)
- モイセス・カイセド (2023-)
- ロメオ・ラヴィア (2023-)
- コール・パーマー (2023-)
- オマリ・ケリーマン (2024-)
- キアナン・デューズバリー＝ホール (2024-)

### FW
- ビビアン・ウッドワード (1909-1915)
- ボビー・スミス (1950-1955)
- レス・アレン (1954-1959)
- ジミー・グリーヴス (1957-1961)
- ケリー・ディクソン（英語版） (1983-1992)
- ゴードン・デューリー (1986-1991)
- ケヴィン・ウイルソン（英語版） (1987-1992)
- クレイグ・バーリー (1989-1997)
- クライヴ・アレン (1991-1992)
- ジョン・スペンサー（英語版） (1992-1997)
- マーク・ヒューズ (1995-1998)
- ジャンルカ・ヴィアッリ (1996-1998)
- ジャンフランコ・ゾラ (1996-2003)
- トーレ・アンドレ・フロー (1997-2000)
- ブライアン・ラウドルップ (1998)
- ピエルルイジ・カシラギ (1998-2000)
- ミカエル・フォルセル (1998-2005)
- クリス・サットン (1999-2000)
- ジョージ・ウェア (2000)
- ジミー・フロイド・ハッセルバインク (2000-2004)
- イェスパー・グレンケア (2000-2004)
- マリオ・スタニッチ (2000-2004)
- エイドゥル・グジョンセン (2000-2006)
- カールトン・コール (2001-2006)
- アドリアン・ムトゥ (2003-2005)
- エルナン・クレスポ (2003-2008)
- マテヤ・ケジュマン (2004-2005)
- アリエン・ロッベン (2004-2007)
- ディディエ・ドログバ (2004-2012, 2014-2015)
- アンドリー・シェフチェンコ (2006-2008)
- サロモン・カルー (2006-2012)
- クラウディオ・ピサーロ (2007-2009)
- フランコ・ディ・サント (2008-2010)
- ニコラ・アネルカ (2008-2012)
- リカルド・クアレスマ (2009)
- ダニエル・スタリッジ (2009-2013)
- ロメル・ルカク (2011-2014, 2021-)
- フェルナンド・トーレス (2011-2015)
- エデン・アザール (2012-2019）
- サミュエル・エトー (2013-2014)
- デンバ・バ (2013-2014)
- アンドレ・シュールレ (2013-2015)
- ロイク・レミー (2014-2017)
- ジエゴ・コスタ (2014-2018)
- ラダメル・ファルカオ (2015-2016)
- ペドロ・ロドリゲス (2015-2020)
- アレシャンドレ・パト (2016)
- ミシー・バチュアイ (2016-2022)
- タミー・エイブラハム (2016-2021)
- アルバロ・モラタ (2017-2020)
- オリヴィエ・ジルー (2018-2021)
- カラム・ハドソン＝オドイ (2018-2023)
- ゴンサロ・イグアイン (2019)
- クリスチャン・プリシッチ (2019-2023)
- アルマンド・ブロヤ (2020-)
- ティモ・ヴェルナー (2020-2022)
- ハキム・ツィエク (2020-2024)
- ラヒーム・スターリング (2022-)
- ピエール＝エメリク・オーバメヤン (2022-2023)
- ダヴィド・ダトロ・フォファナ (2023-)
- ジョアン・フェリックス (2023)
- ミハイロ・ムドリク (2023-)
- ノニ・マドゥエケ (2023-)
- クリストファー・エンクンク (2023-)
- ニコラス・ジャクソン (2023-)
- ディエゴ・モレイラ (2023-)
- アンジェロ・ガブリエル (2023-)
- デイヴィジ・ヴァシングトン (2023-)
- マルク・ギウ (2024-)

## 歴代主将
| 期間      | 選手                     |
| --------- | ------------------------ |
| 1953-1956 | ロイ・ベントリー         |
| 1956-1957 | ケン・アームストロング   |
| 1957-1959 | デレク・サンダース       |
| 1959-1964 | フランク・ブランストーン |
| 1964-1966 | テリー・ヴェナブルズ     |
| 1966-1980 | ロン・ハリス             |
| 1980-1984 | ミッキー・ドロイ         |
| 1984-1988 | コリン・ペイツ           |
| 1988-1990 | グラハム・ロバーツ       |
| 1990-1991 | ピーター・ニコラス       |
| 1991-1993 | アンディ・タウンゼント   |
| 1993-2001 | デニス・ワイズ           |
| 2001-2004 | マルセル・デサイー       |
| 2004-2017 | ジョン・テリー           |
| 2017-2019 | ギャリー・ケーヒル       |
| 2019-2023 | セサル・アスピリクエタ   |
| 2023-     | リース・ジェームズ       |

## 個人記録

### 最多試合出場
| # | 選手                 | 出場数 | 在籍期間            |
| - | -------------------- | ------ | ------------------- |
| 1 | ロン・ハリス         | 795    | 1962-1980           |
| 2 | ピーター・ボネッティ | 729    | 1959-1975 1976-1979 |
| 3 | ジョン・テリー       | 717    | 1998-2017           |
| 4 | フランク・ランパード | 648    | 2001-2014           |
| 5 | ジョン・ホリンズ     | 592    | 1963-1975 1983-1984 |

### 最多得点
| # | 選手                 | 得点数 | 在籍期間            |
| - | -------------------- | ------ | ------------------- |
| 1 | フランク・ランパード | 211    | 2001-2014           |
| 2 | ボビー・タンブリンク | 202    | 1959-1970           |
| 3 | ケリー・ディクソン   | 193    | 1983-2002           |
| 4 | ディディエ・ドログバ | 164    | 2004-2012 2014-2015 |
| 5 | ピーター・オスグッド | 150    | 1964-1974 1978-1979 |